# Alvão naturpark
Alvão naturpark (portugisiska: Parque Natural do Alvão) är ett skyddat område i kommunerna Mondim och Vila Real, i regionerna Tâmega och Douro i norra Portugal. Parken grundades år 1983 och är Portugals minsta med en area på 72,2 km2. Parken består av berglandskap och har cirka 700 invånare. 

## Djurliv
Faunan i Alvão är typisk för Portugals bergiga inland i norr. I denna lilla naturpark kan man se bl.a. den iberiska vargen och olika sorters grodor.

- Kungsörn

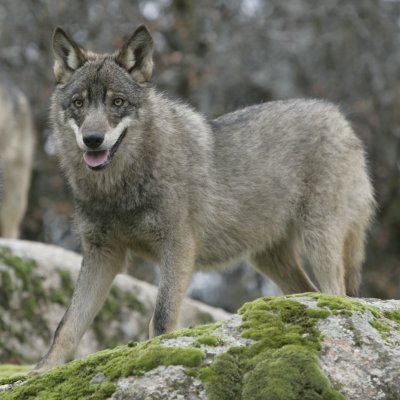
Iberisk varg
- Vildkatt
- Bisamnäbbmus
- Pilgrimsfalk
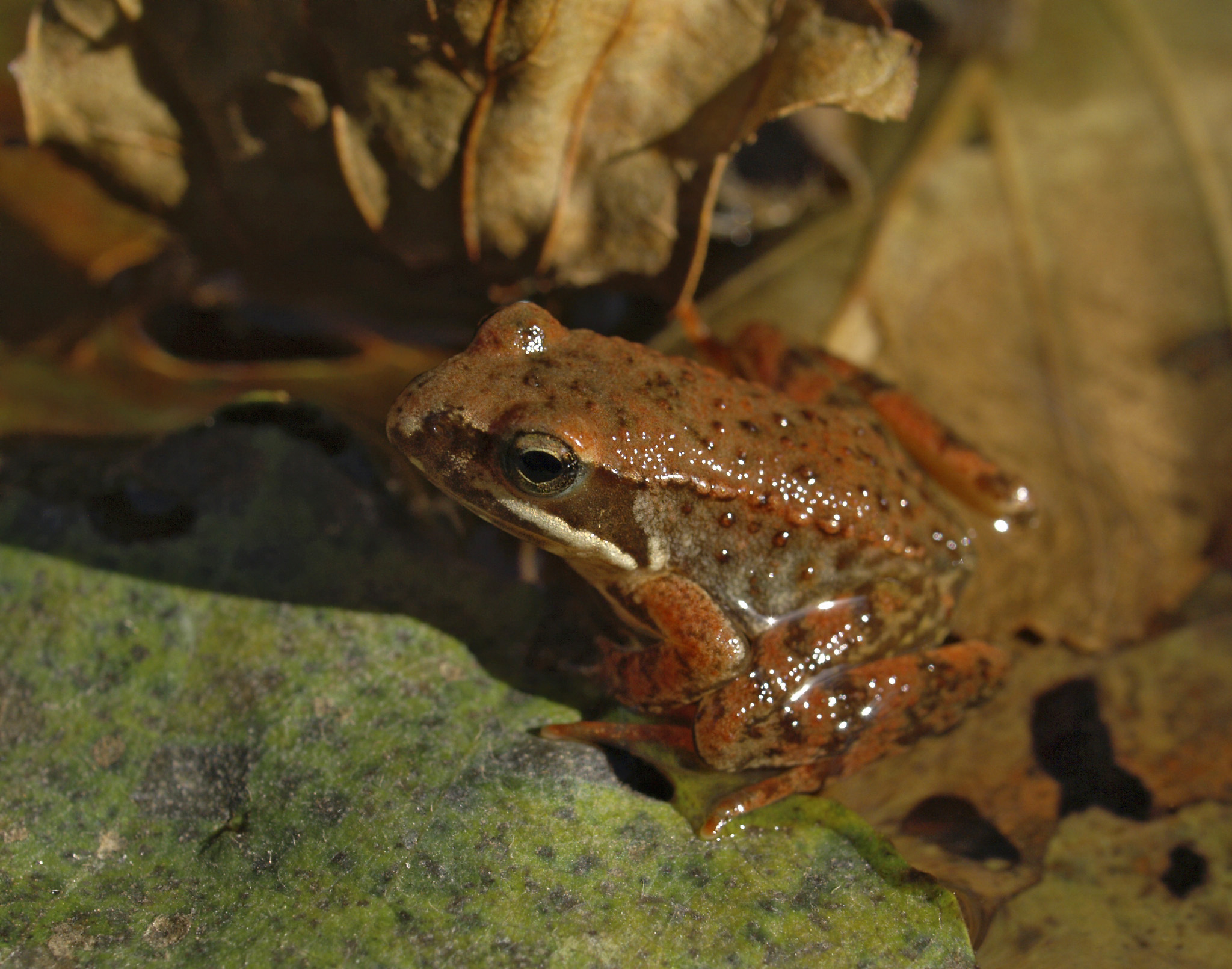
Iberisk groda
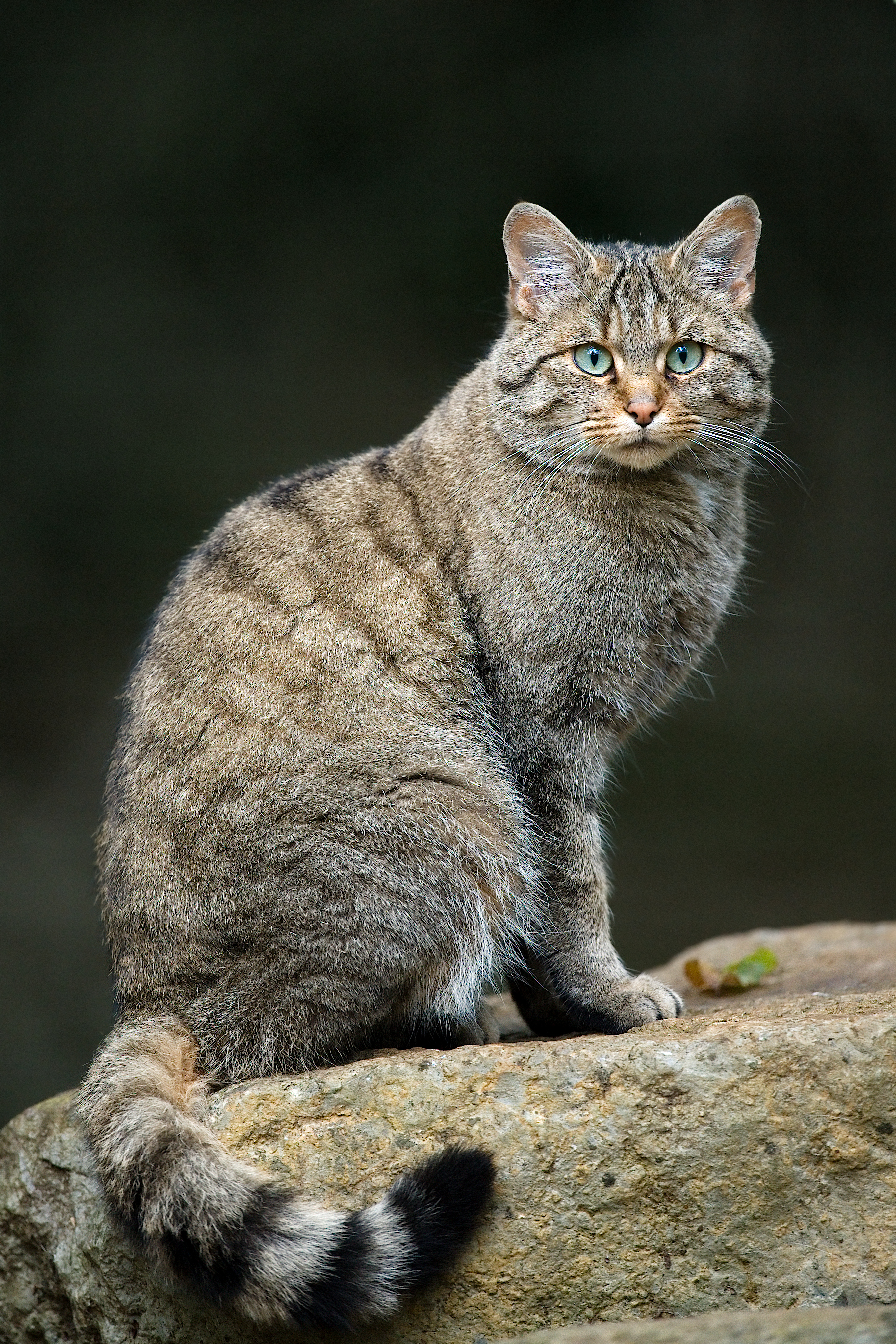
Vildkatt

- Iberisk varg
- Iberisk groda
- Vildkatt